# Kundel bury i kocury
Kundel bury i kocury – program telewizyjny emitowany na antenie TVP Kraków od 1993.
Program ma na celu szukanie osób, które chciałyby zaopiekować się zwierzętami.
Niedawno program miał zniknąć z powodu braku pieniędzy od TVP, ale dzięki dofinansowaniu od widzów wystarczy pieniędzy na nakręcenie kolejnych kilku odcinków.